# Sées
Sées là một xã trong tỉnh Orne, thuộc vùng hành chính Normandie của nước Pháp, có dân số là 4504 người (thời điểm 1999).

## Nhân khẩu học
| 1962  | 1968  | 1975  | 1982  | 1990  | 1999  |
| ----- | ----- | ----- | ----- | ----- | ----- |
| 4 137 | 4 347 | 4 706 | 4 767 | 4 547 | 4 504 |

## Các thành phố kết nghĩa
- Tönisvorst, Đức
- Staré Město, Cộng hòa Séc

## Những người con của thành phố
- Louis Forton: vẽ tranh comic
- Pierre François Beaupré: nghị sĩ
- Nicolas Moulinet dit Du Parc: nhà văn, diễn viên
- Gaultier-Garguille: nhà thơ, diễn viên
- François-René Curaudau: nhà hóa học